# Ґундарс Целітанс
Ґундарс Целітанс, або Гундарс Целітанс (латис. Gundars Celitāns; нар. 14 червня 1985, Даугавпілс) — колишній латвійський волейболіст, який грав на позиції діагонального, у т. ч. за національну збірну Латвії.

## Життєпис
Народжений 14 червня 1985 року в м. Даугавпілсі. Брат — Армандс Целітанс (нар. 1984) — теж був волейболістом, грав, зокрема, у складі клубу «Парі Воллей».
Виступав за клуби «Ласе» (Рига, 2004—2007; нині «РТУ Робежсардзе» (Юрмала)), «Канни» (Франція, 2007—2008), «Локомотив-Білогір'я» (2008—2009), «Зіраат Банкаси» (Туреччина, 2009—2011), «Галкбанк» (Анкара, 2011—2012), «Каса Модена» (2012—2013), «Істанбул ББСК» (2013—2015), «Сеул Вурі Кард Ганзе» (Seoul Woori Card Hansae, 2015—2016).